# Andersen Air Force Base
Andersen Air Force Base – drugi co do wielkości port lotniczy Guamu, zlokalizowany w miejscowości Yigo. Używany jest do celów wojskowych.